# Suntory Mermaid II
Die Suntory Mermaid II ist ein 9,5 Meter langer und drei Tonnen schwerer mit Wellenkraft angetriebener Katamaran.
Das Boot wurde von Hiroshi Terao in der Tōkai-Universität konstruiert, der Antrieb besteht aus zwei unter dem Heck des Bootes situierten Finnen, die über einen ausgeklügelten Feder-Mechanismus gesteuert die Energie des sich durch Wellen auf und ab bewegenden Bootes in eine Vorwärtsbewegung des Bootes umwandeln. Die umgesetzte Energie reicht bei der Suntory Mermaid II aus, um diese bis zu einer Maximalgeschwindigkeit von 5 Knoten zu beschleunigen. Die Suntory Mermaid II wurde von Tsuneishi Shipyard (常石造船) gebaut.

## Erste Ozeanüberquerung mit einem allein durch Wellenkraft angetriebenen Boot
Vom 18. März bis zum 4. Juli 2008 überquerte der Japaner Kenichi Horie mit der Suntory Mermaid II nur durch Wellenkraft angetrieben den Pazifik von Hawaii nach Japan. Am 17. April teilte Hori in einem Interview über Satelliten-Telefon mit, dass er je Tag ca. 100 Kilometer zurücklege.

## Weltrekord
Am 4. Juli 2008 erreichte die Suntory Mermaid II ohne jede Panne Japan. Horie, 69, erreichte damit den Weltrekord für die längste Solo-Fahrt mit einem wellenbetriebenen Boot, also einem Antrieb mit „grüner Energie“.